# Нижнее (озеро, Муезерский район)
Нижнее — озеро на территории Пенингского сельского поселения Муезерского района Республики Карелия.

## Общие сведения
Площадь озера — 5 км², площадь водосборного бассейна — 116 км². Располагается на высоте 207,5 метров над уровнем моря.
Форма озера продолговатая: вытянуто с северо-запада на юго-восток. Берега изрезанные, каменисто-песчаные, местами заболоченные.
Через озеро протекает река Пенинга, вытекающая из озера Пенинги и впадающая в Лексозеро, откуда через реки Сулу и Лендерку воды в итоге попадают в Балтийское море.
Недалеко от места вытекания Пенинги из Нижнего озера в реку Пенингу по левому берегу втекает река Хауге (с притоком реки Элин), вытекающая из озера Келарви.
В озере расположены три безымянных острова различной площади.
Недалеко от юго-западного берега озера проходит лесная дорога, примыкающая к лесовозной дороге, выходящей к посёлку Мотко, находящемуся южнее озера.
Код объекта в государственном водном реестре — 01050000111102000010700.